# Saint-Georges-du-Bois (Sarthe)
Saint-Georges-du-Bois is een gemeente in het Franse departement Sarthe (regio Pays de la Loire). De plaats maakt deel uit van het arrondissement Le Mans. Saint-Georges-du-Bois telde op 1 januari 2022 2.228 inwoners.

## Geografie
De oppervlakte van Saint-Georges-du-Bois bedroeg op 1 januari 2022 7,23 vierkante kilometer; de bevolkingsdichtheid was toen 308,2 inwoners per km².

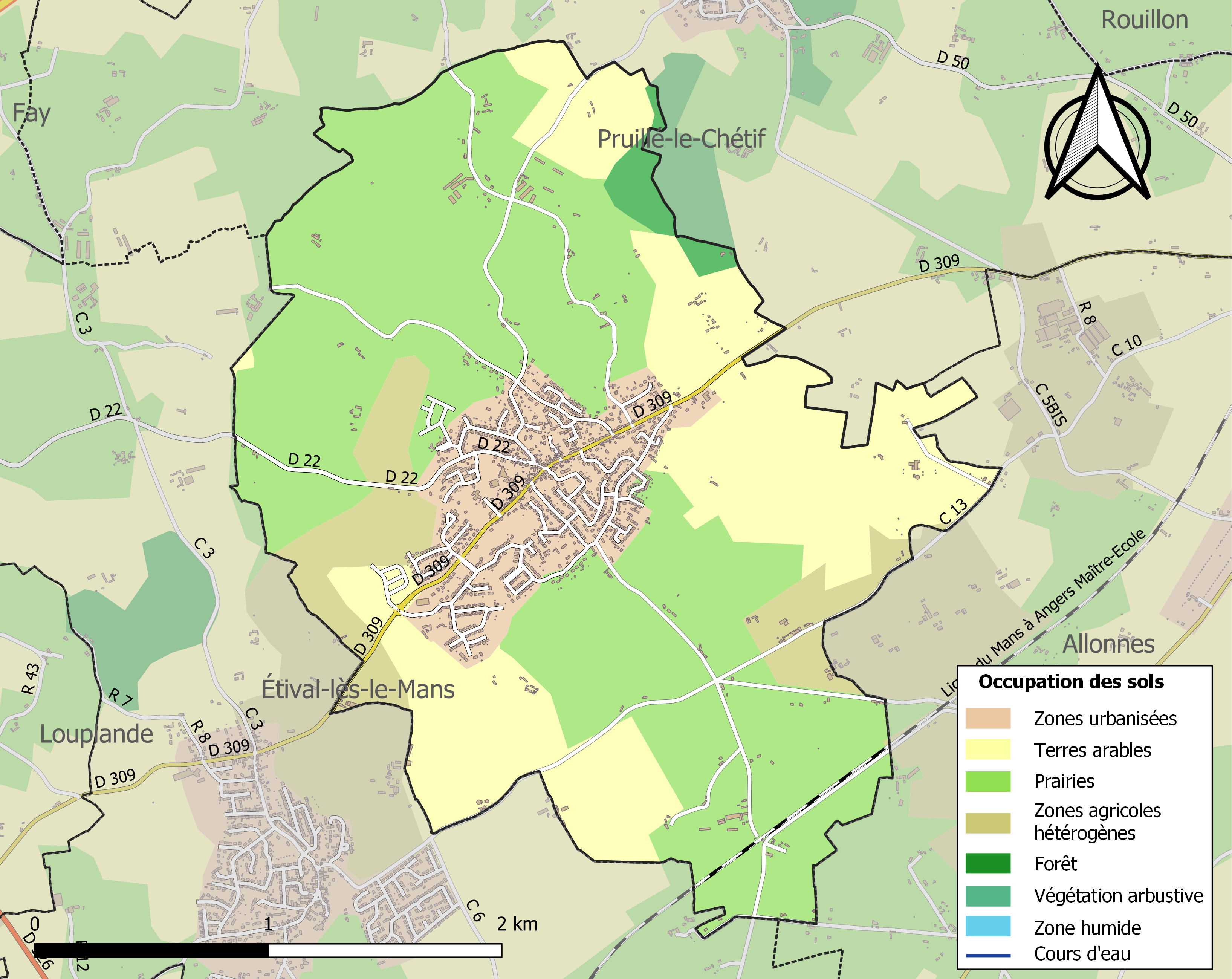
Kaart van de gemeente met de belangrijkste infrastructuur, bodemgebruik en omliggende gemeenten

## Demografie
Onderstaande figuur toont het verloop van het inwonertal (bron: INSEE-tellingen).